# Pseudocheles enigma
Pseudocheles enigma is een garnalensoort uit de familie van de Pseudochelidae. De wetenschappelijke naam van de soort is voor het eerst geldig gepubliceerd in 1978 door Chace & Brown.